# チャヴスィ
座標: 北緯53度48分00秒 東経30度58分00秒 / 北緯53.80000度 東経30.96667度
チャヴスィ（ベラルーシ語: Чавусы）はベラルーシ・マヒリョウ州チャヴスィ地区(ru)の市である。また同地区の行政中心地である。
プロニャ川支流のバシャ川(ru)に面し、州都マヒリョウからは41kmの位置にある。

## 歴史
年代記上の初出は1581年である。1604年に市に昇格し、1634年にマグデブルク法が施行された。ロシア革命期以前はチャウスィ郡(ru)（ウエズド）の行政中心地だった。1924年からチャヴスィ地区（ラヨン）の中心地となっている。

## 人口
- 1770年代 - 2530人[2]
- 1860年 - 4579人[3]
- 1880年 - 4167人[4]
- 1926年 - 5409人[5]
- 1991年 - 12500人[6]
- 2002年 - 10900人[7]
- 2017年 - 10525人[8]

## 姉妹都市
- ブロックビル（カナダ）
- デスノゴルスク[9]（ロシア）
- グーベン(de)（ドイツ）